# 321673 Huber
321673 Huber è un asteroide della fascia principale. Scoperto nel 2010, presenta un'orbita caratterizzata da un semiasse maggiore pari a 2,7973616 au e da un'eccentricità di 0,1430383, inclinata di 4,98723° rispetto all'eclittica.
L'asteroide è dedicato all'astronomo statunitense Mark E. Huber.